# Генерал від фортифікації
Генерал від фортифікації — військове звання і чин у Російській імперії, що існувало у російських збройних силах протягом короткого часу у 1741—1796.
У зв'язку з особливим положенням артилерії та інженерних військ, де були потрібні грамотні офіцери, які володіли математикою, в 1-й третині XVIII століття існував чин генерал-майор від фортифікації з тими ж правами й обов'язками, що і армійський генерал-майор.
Спочатку офіцери інженерних військ в чинах дорівнювали офіцерам піхоти й кавалерії. Але вже наступного року чини інженерних офіцерів підняли до рівня офіцерів артилерії. Власне, генерал-майор від фортифікації був заступником генерал-фельдцейхмейстера з інженерної служби, який, у свою чергу, командував всією артилерією та інженерними військами. Інженери в ті часи органічно входили до складу артилерії.